# Banzai!
Banzai!, gestileerd als BANZAI!, was de naam van een Duitse manga-anthologie voor shonen, dat werd uitgegeven voor Carlsen Verlag van november 2001 tot december 2005. Het begon als een Duitse editie van het populaire Japanse tijdschrift Weekly Shōnen Jump, uitgegeven door Sheuisha. Naast series van Weekly Shōnen Jump, bevatte het tijdschrift ook enkele door manga geïnspireerde series van Duitse makelij, zoals Crewman 3. Verder waren er ook educatieve artikels, met als doel de lezers Japans aan te leren, en columns met nieuws over manga- en animeseries. Uitgegeven series werden ook als tankōbon uitgeven onder het label Banzai! präsentiert of, voor zeer populaire series, Best of Banzai!. De naam Banzai! is afkomstig van de transliteratie van de Japanse term voor 10.000 jaar, wat een traditionele Japanse uitdrukking is, gelijkaardig aan "Lang leve...!".
Banzai! was het eerste Duitse mangamagazine gericht op jongens. Carlsen Verlag gaf ook het zusterblad Daisuki uit, gericht op meisjes (shojo). In het begin haalde Banzai! een oplage van 130.000 per editie.
In december 2005 werd het magazine stopgezet omdat Carlsen Verlag zijn licentie om Weekly Shōnen Jump uit te geven verloor. De Duitse afdeling van Tokyopop verkreeg de licentie om de overige tankobons van series uit Weekly Shōnen Jump uit te geven. De reeds uitgeven series blijven onder de naam Banzai! präsentiert.

## Series

### Manga
| Titel                                           | Auteur                    | Eerste editie  | Laatste editie |
| ----------------------------------------------- | ------------------------- | -------------- | -------------- |
| DNA²                                            | Masakazu Katsura          | november 2001  | maart 2003     |
| Hunter × Hunter                                 | Yoshihiro Togashi         | november 2001  | december 2005  |
| Naruto                                          | Masashi Kishimoto         | november 2001  | december 2005  |
| Sand Land (Sandland)                            | Akira Toriyama            | november 2001  | mei 2002       |
| One Piece – Rogue Town                          | Eiichiro Oda              | december 2001  | september 2002 |
| Shaman King                                     | Hiroyuki Takei            | december 2001  | december 2005  |
| Neko Majin                                      | Akira Toriyama            | juni 2002      | augustus 2002  |
| Dr. Slump (Dr. Slump – Neues aus Pinguinhausen) | Akira Toriyama            | juli 2002      | januari 2003   |
| Yu-Gi-Oh!                                       | Kazuki Takahashi          | september 2002 | januari 2005   |
| One Piece Red                                   | Eiichiro Oda              | april 2003     | augustus 2003  |
| Hikaru no Go (Hikaru No Go)                     | Yumi Hotta, Takeshi Obata | november 2003  | december 2005  |
| Neko Majin Z                                    | Akira Toriyama            | april 2004     | juni 2004      |
| I"s                                             | Masakazu Katsura          | februari 2005  | mei 2005       |
| Black Cat                                       | Kentaro Yabuki            | juni 2005      | augustus 2005  |

### Originele werken
Naast de Japanse manga had het tijdschrift ook hoofdstukken uit manga gemaakt in Duitsland.
| Titel       | Auteur        | Eerste editie | Laatste editie |
| ----------- | ------------- | ------------- | -------------- |
| Halloweens  | Isabel Kreitz | november 2001 | november 2002  |
| Crewman 3   | Robert Labs   | januari 2003  | oktober 2003   |
| Hakuchi One | Michael Rühle | december 2004 | december 2005  |
| Die Gabe    | David Füleki  | december 2005 | december 2005  |